# المخطوبون
المخطوبون (بالإيطالية: I promessi sposi) هي رواية تاريخية إيطالية بقلم ألساندرو مانزوني، نشرت لأول مرة في عام 1827، في ثلاثة مجلدات. ويطلق عليها الرواية الأكثر شهرة وانتشارا باللغة الإيطالية.
تقع الأحداث في شمال إيطاليا عام 1628، وخلال السنوات القمعية للحكم الإسباني المباشر، ينظر إليها أحيانا على أنها هجوم مبطن على الإمبراطورية النمساوية، التي كانت تسيطر على المنطقة في وقت كتابة الرواية. (وقد نشرت نسخة نهائية في عام 1842). ويلاحظ أيضا الوصف غير العادي لوباء الطاعون الذي ضرب ميلانو حوالي العام 1630.
تتعامل الرواية مع مجموعة متنوعة من المواضيع، من الجبن، والطبيعة المنافقة للأساقفة (دون أبونديو) والقداسة البطولية للكهنة الآخرين (الأب كريستوفورو، فيديريكو بوروميو)، إلى قوة الحب التي لا يتزعزع (العلاقة بين رينزو ولوسيا، وكفاحهما ليتقابلا مجددا ويتزوجا)، وتقدم بعض الأفكار في أحاديث ممطوطة عن العقل البشري.
تم تقديمها إلى الأوبرا بنفس الاسم من قبل أميلكاري بونكييلي في عام 1856 ومن قبل إيريكو بتريلا  في عام 1869. وكانت هناك العديد من الإصدارات السينمائية بما في ذلك نسخة عام 1908، , الخطيبين 1941، الخطيبين، 1990،  ورينزو ولوسيا، المعد للتلفزيون في عام 2004.
في مايو 2015، في المقابلة العامة الاسبوعية في ساحة القديس بطرس، طلب البابا فرنسيس من المخطوبين أن يقرؤوا الرواية للبنيان قبل الزواج.

## روابط خارجية
- المخطوبون على موقع الموسوعة البريطانية (الإنجليزية)